# Amphiascoides atopus
Amphiascoides atopus är en kräftdjursart som beskrevs av Lotufo och Fleeger 1995. Amphiascoides atopus ingår i släktet Amphiascoides och familjen Diosaccidae. Inga underarter finns listade i Catalogue of Life.